# Lac Kakuskanus
Lac Kakuskanus är en sjö i Kanada.   Den ligger i regionen Côte-Nord och provinsen Québec, i den östra delen av landet, 600 km nordost om huvudstaden Ottawa. Lac Kakuskanus ligger 424 meter över havet. Arean är 19,8 kvadratkilometer. Den sträcker sig 11,3 kilometer i nord-sydlig riktning, och 12,0 kilometer i öst-västlig riktning.
I omgivningarna runt Lac Kakuskanus växer i huvudsak barrskog. Trakten runt Lac Kakuskanus är nära nog obefolkad, med mindre än två invånare per kvadratkilometer.